# Frostpunk
A Frostpunk egy steampunk stílusú, poszt-apokaliptikus városfejlesztő-válságkezelő videójáték, melyben túlélők egy csoportját kell irányítani és életben tartani a vulkanikus télben. 2018 áprilisában jelent meg Windowsra, illetve 2019 októberében PlayStation 4 és Xbox One konzolokra, fogadtatása pozitív volt.

## Fejlesztése
Fejlesztője a lengyel 11 bit studios, amely 2014-ben a hasonlóan nyomasztó hangulatú This War of Mine játékot készítette. A játékot 2016 augusztusában jelentették be, és eredetileg 2017-ben tervezték kiadni, de végül 2018. április 24-én jelent meg.
Csak Windowson fut, többjátékos mód nincs. 2018. szeptember 19-én kiadtak egy DLC-t, mely egy új küldetést ad a meglevő háromhoz. 2018. november 21-én egy új DLC lehetővé tette az ún. végtelen módot (Endless Mode), melyben akármilyen hosszú ideig lehet építeni és fenntartani egy várost, nemcsak egy rövid küldetés erejéig.

## Cselekmény és játékmenet
Az 1880-as években egy meg nem nevezett jelenség vagy katasztrófa következtében erős globális lehűlés köszönt a bolygóra. A lehűlés okaként egyes szóbeszédek vulkánkitöréseket említenek (Krakatau és Tambora), mások egy aszteroida becsapódását (és ennek következtében a Föld pályájának megváltozását) vagy mitológiai jelenségeket (Fimbulvetr). A Földet hó- és jégpáncél borítja, a hőmérséklet pedig -20 és -150 °C között ingadozik. A civilizáció összeomlik, a társadalom káoszba és anarchiába süllyed, a városok képtelenek fenntartani az életet.
A természeti katasztrófa korai jeleinél előrelátó brit hatóságok szénüzemű generátorokat építettek a szénmezőkben gazdag, elszigetelt északon, távol a nagyvárosok zűrzavarától. A védett helyeken (kráter, szakadék) levő generátorok köré kisebb város építhető, mely néhány száz menekült fenntartására képes. A játékos egy ilyen közösség parancsnoka, és adott időn keresztül (vagy pedig tetszőleges ideig) kell sikeresen irányítsa és fenntartsa azt.
A Frostpunk tartalmazza a városépítő játékok általános elemeit: készletek menedzselése, lakóhelyek és segélyállomások építése, kutatás és fejlesztés, törvények beiktatása. Fontos a lakások és munkahelyek melegen tartása, melyet a generátor teljesítményének változtatásával lehet kivitelezni. A város körüli vidék felderítésével új túlélők és készletek szerezhetőek. Az emberek reményét templomok, szentélyek építésével lehet fenntartani – de arra is megvan a lehetősége a játékosnak, hogy munkatáborrá változtassa a kolóniát.
A játékban olyan alakok is szerepet kapnak, mint például Fridtjof Nansen sarkkutató vagy Nikola Tesla feltaláló.

### Endless Mode
A Frostpunk „sandbox” módjában a játékos tetszőlegesen választott helyszínen és környezetben bármilyen hosszú ideig fejleszthet egy várost; nincsenek időkorlátok vagy teljesítendő feladatok.

### Küldetések
- A New Home: A Frostpunk fő küldetésében a játékos egy Londonból menekülő tömeg tagja, de leszakad a fő csoporttól, és néhány társával együtt egy kráterre bukkan, melyben egy működőképes generátor árválkodik. A játékos várost kell fejlesszen a generátor körül, felderítse a környező hómezőket és megmentse a többi túlélőt, elejét vegye az elégedetlenkedéseknek, majd felkészítse a kolóniát egy nagyerejű hideghullámra és viharra.
- The Arks: A játékos egy tudóscsoport tagjaként egy automatizált várost kell létrehozzon egy generátor körül, fenntartva a szükséges hőmérsékletet négy növényeket és magvakat tároló épületben, melyekkel remények szerint újra be lehet növényesíteni a Földet a vulkanikus tél elmúlta után.
- The Refugees: A játékos közemberek egy csoportjával elfoglal egy generátort, melyet eredetileg az arisztokraták számára építettek. A menekültek (közemberek, arisztokraták) számos csoportban érkeznek, és lehetőség szerint minél több embert kell elszállásolni és ellátni, közben megoldani a társadalmi rétegek közötti konfliktusokat.
- The Fall of Winterhome: A küldetést egy 2018 szeptemberében kiadott ingyenes DLC tartalmazza. A játékos Winterhome irányítását kell átvegye, melyet lázadások, harcok, gyújtogatások rengettek meg. A város újjáépítése után kiderül, hogy gond van a generátorral, és előbb-utóbb fel fog robbanni, megsemmisítve a kolóniát. A rendelkezésre álló időben meg kell szervezni minél több ember evakuálását.

## Fogadtatása
A Frostpunk fogadtatása pozitív volt. Mind a játékmenet és a hangulat, mind a grafika elnyerte a kritikusok tetszését. Negatívumként a játék rövidségét rótták fel (ezt a fejlesztők az „endless mode” bevezetésével orvosolták).
A játékot több díjra jelölték: a 2017-es Game Critics Awards Legjobb stratégiai játék díjára, és a 2018-as Golden Joystick Awards Az év PC-játéka és A legjobb vizuális dizájn díjaira.
Steam-es megjelenése után három nappal már több mint 250 000 darabot értékesítettek a játékból.